# Ryan Gravenberch
Ryan Jiro Gravenberch (Amsterdam, 16 mei 2002) is een Nederlands voetballer die doorgaans speelt als middenvelder. In september 2023 verruilde hij Bayern München voor Liverpool. Hij is de jongere broer van voetballer Danzell Gravenberch.

## Clubcarrière

### Ajax
Gravenberch speelde in de jeugd van Zeeburgia en kwam later in de opleiding van Ajax terecht. De middenvelder maakte zijn professionele debuut namens Jong Ajax in de tweede speelronde van de Eerste divisie in het seizoen 2018/19. In eigen huis tegen FC Dordrecht mocht hij van coach Michael Reiziger in de basis starten en hij zou de volle negentig minuten meespelen. Kaj Sierhuis scoorde twee keer voor Jong Ajax en na een tegentreffer van Thomas Kok scoorden ook Ajacieden Danilo (tweemaal) en Ché Nunnely nog. Uiteindelijk zorgde Marko Maletić voor de beslissende 5-2. Op 23 september 2018 maakte hij als invaller zijn debuut in het eerste elftal van Ajax, toen op bezoek bij PSV met 3-0 verloren werd. Hij werd hiermee de jongste debutant ooit van Ajax, met 16 jaar en 130 dagen oud. Drie dagen later speelde hij de volledige wedstrijd mee in de KNVB Beker tegen HVV Te Werve. Na doelpunten van Perr Schuurs, Kasper Dolberg, Donny van de Beek, Zakaria Labyad (tweemaal) en Jurgen Ekkelenkamp tekende Gravenberch voor de laatste treffer van het duel: 0-7. Met zijn doelpunt werd hij de jongste doelpuntenmaker van Ajax in de clubgeschiedenis. De rest van het seizoen kwam hij niet meer voor het eerste elftal in actie.
Aan het begin van seizoen 2019/20 wordt Gravenberch vanuit de selectie van Jong Ajax overgeheveld naar de selectie van het eerste team, al speelde hij zijn wedstrijden nog steeds voor Jong Ajax. Gravenberch werkte aan het verbeteren van de verdedigende aspecten van zijn spel. Op 22 december stond hij voor het eerst in de basis in de Eredivisie in een met 6-1 gewonnen wedstrijd tegen ADO Den Haag. Gravenberch maakt een doelpunt tijdens dat duel. Begin 2020 kreeg hij regelmatig een plek in de basisopstelling. Hij speelt niet in de UEFA Champions League, maar debuteert op 27 februari tijdens de wedstrijd tegen Getafe wel in de UEFA Europa League. In juni 2020 verlengde hij zijn verbintenis tot medio 2023.
Vanaf het begin van seizoen 2020/21 kreeg hij een basisplaats als controlerende middenvelder, met naast zich Davy Klaassen of Edson Álvarez. Op 21 oktober 2020 debuteerde Gravenberch in de UEFA Champions League tijdens een met 0–1 verloren thuiswedstrijd tegen Liverpool. Aan het einde van het seizoen kiest de technische staf van Ajax hem tot Talent van het Jaar (Marco van Basten award). Ook werd hij verkozen tot Talent van het Jaar van de Eredivisie (de Johan Cruijff Prijs). Dit seizoen won hij de dubbel met Ajax. In seizoen 2021/22 behield hij zijn basisplaats. Met Ajax won hij alle zes wedstrijden in de poulefase van de UEFA Champions League. In februari verloor hij zijn vaste basisplaats.

### Bayern München

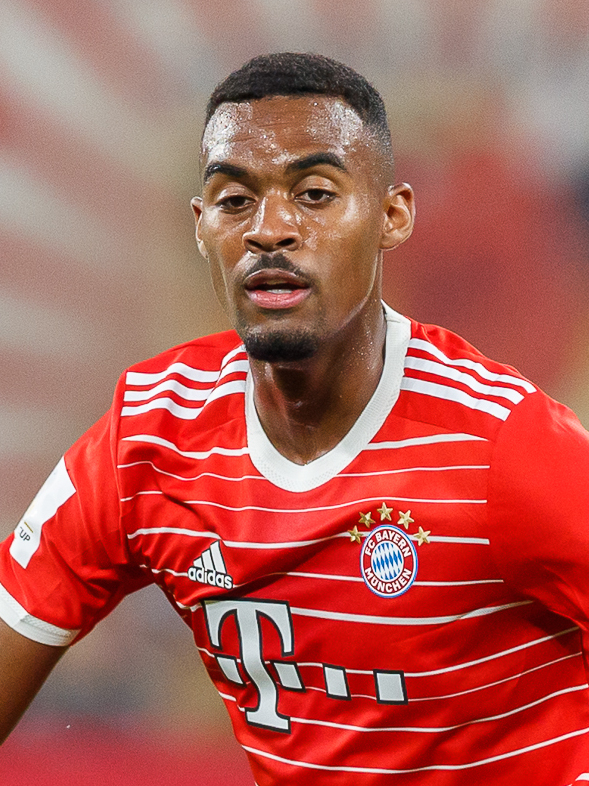
Gravenberch spelend voor Bayern München in 2022

Richting het einde van het seizoen 2021/22 werd duidelijk dat Gravenberch ging vertrekken, gezien zijn aflopende contract het jaar erna. In juni 2022 werd hij aangetrokken door Bayern München, dat een bedrag van achttienenhalf miljoen euro voor hem betaalde, wat door bonussen kan oplopen tot vierentwintig miljoen euro. Hij ondertekende een vijfjarig contract, ingaande per 1 juli. Op 18 februari kreeg hij voor het eerst een basisplaats tijdens een competitiewedstrijd. In zijn eerste seizoen bij Bayern had hij voornamelijk een rol als reserve; hij kwam tot vierentwintig competitieoptredens, waarvan eenentwintig als invaller. Hij werd met Bayern kampioen van de Bundesliga en won de Duitse supercup.

### Liverpool
Op de laatste dag van de transferperiode voorafgaand aan het seizoen 2023/24 maakte Gravenberch voor een bedrag van circa veertig miljoen euro de overstap naar Liverpool, waar hij zijn handtekening zette onder een verbintenis voor de duur van vijf seizoenen. Op 16 september maakte hij als invaller tegen Wolverhampton Wanderers zijn debuut voor de club. Op 5 oktober scoorde hij in de UEFA Europa League tegen Union Sint-Gillis zijn eerste doelpunt voor Liverpool. Op 25 februari 2024 stond Gravenberch in de finale van de EFL Cup tegen Chelsea, die Liverpool zou winnen door een doelpunt van Virgil van Dijk. Gravenberch moest echter na een halfuur het veld verlaten door een charge van Moisés Caicedo op zijn enkel. In zijn eerste seizoen bij Liverpool kwam hij tot twaalf basisplaatsen in de Premier League en veertien wedstrijden als invaller. Tijdens het seizoen erop kwam Arne Slot als nieuwe trainer, die Gravenberch een vaste basisplaats gaf.

## Clubstatistieken
| Seizoen | Club           | Competitie     | Competitie | Competitie | Beker | Beker | Internationaal | Internationaal | Totaal | Totaal |
| Seizoen | Club           | Competitie     | Wed.       | Dlp.       | Wed.  | Dlp.  | Wed.           | Dlp.           | Wed.   | Dlp.   |
| ------- | -------------- | -------------- | ---------- | ---------- | ----- | ----- | -------------- | -------------- | ------ | ------ |
| 2018/19 | Jong Ajax      | Eerste divisie | 27         | 2          | —     | —     | —              | —              | 27     | 2      |
| 2019/20 | Jong Ajax      | Eerste divisie | 17         | 6          | —     | —     | —              | —              | 17     | 6      |
| 2018/19 | Ajax           | Eredivisie     | 1          | 0          | 1     | 1     | 0              | 0              | 2      | 1      |
| 2019/20 | Ajax           | Eredivisie     | 9          | 2          | 2     | 1     | 1              | 0              | 12     | 3      |
| 2020/21 | Ajax           | Eredivisie     | 32         | 3          | 4     | 1     | 11             | 1              | 47     | 5      |
| 2021/22 | Ajax           | Eredivisie     | 30         | 2          | 4     | 1     | 8              | 0              | 42     | 3      |
| 2022/23 | Bayern München | Bundesliga     | 24         | 0          | 3     | 1     | 6              | 0              | 33     | 1      |
| 2023/24 | Bayern München | Bundesliga     | 1          | 0          | 0     | 0     | 0              | 0              | 1      | 0      |
| 2023/24 | Liverpool      | Premier League | 26         | 1          | 7     | 1     | 5              | 2              | 38     | 4      |
| 2024/25 | Liverpool      | Premier League | 37         | 0          | 3     | 0     | 9              | 0              | 49     | 0      |
| Totaal  | Totaal         | Totaal         | 204        | 16         | 24    | 6     | 40             | 3              | 268    | 25     |

Bijgewerkt op 10 juni 2025.

## Interlandcarrière
Gravenberch kwam uit voor diverse Nederlandse jeugdelftallen. Hij speelde vier interlands voor Jong Oranje, waarin hij een keer scoorde, tegen Jong Cyprus. In november 2020 werd Gravenberch op 18-jarige leeftijd voor het eerst opgeroepen voor het Nederlands elftal. Bondscoach Frank de Boer haalde Gravenberch bij de selectie voor de interlands tegen Polen en Bosnië en Herzegovina nadat Tonny Vilhena positief werd getest op het coronavirus en verplicht in quarantaine moest. Hij speelde in deze wedstrijden nog niet. In maart 2021 werd Gravenberch opnieuw opgeroepen voor het Nederlands elftal voor de WK-kwalificatieduels met Turkije, Letland en Gibraltar. Gravenberch debuteerde op 24 maart 2021 in het duel met Turkije (4–2). Hij viel in de tweeëntachtigste minuut in voor Daley Blind.
In mei 2021 werd bekend dat Gravenberch deel mocht nemen aan het uitgestelde EK 2020. Op 6 juni maakte hij zijn eerste doelpunt voor Oranje in de oefenwedstrijd tegen Georgië. Op 17 juni 2021 maakte hij zijn EK-debuut, als invaller tijdens de tweede EK-wedstrijd van Nederland, tegen Oostenrijk. Tijdens dit EK mocht hij eenmaal in de basis starten. In oktober 2022 werd Gravenberch door bondscoach Louis van Gaal opgenomen in de voorselectie voor het WK 2022. Drie weken later was de middenvelder een van de dertien afvallers voor de definitieve selectie.
In mei 2024 werd Gravenberch door bondscoach Ronald Koeman opgenomen in de voorselectie voor het EK 2024 in Duitsland. Hij maakte anderhalve week later ook deel uit van de definitieve selectie. Nederland overleefde de groepsfase als een van de beste nummers drie na een zege op Polen (1–2), een gelijkspel tegen Frankrijk (0–0) en een nederlaag tegen Oostenrijk (2–3). Hierna werden achtereenvolgens Roemenië (0–3) en Turkije (2–1) verslagen, waarna Engeland in de halve finales met 1–2 te sterk was. Gravenberch kwam niet in actie. Zijn toenmalige clubgenoten Andrew Robertson (Schotland), Dominik Szoboszlai (Hongarije), Trent Alexander-Arnold, Joe Gomez (beiden Engeland), Virgil van Dijk, Cody Gakpo (beiden eveneens Nederland), Ibrahima Konaté (Frankrijk) en Diogo Jota (Portugal) waren ook actief op het EK.
| Interlands van Ryan Gravenberch voor Nederland | Interlands van Ryan Gravenberch voor Nederland | Interlands van Ryan Gravenberch voor Nederland | Interlands van Ryan Gravenberch voor Nederland | Interlands van Ryan Gravenberch voor Nederland | Interlands van Ryan Gravenberch voor Nederland | Interlands van Ryan Gravenberch voor Nederland |
| №                                              | Datum                                          | Wedstrijd                                      | Uitslag                                        | Competitie                                     | Goals                                          |                                                |
| Als speler bij Ajax                            | Als speler bij Ajax                            | Als speler bij Ajax                            | Als speler bij Ajax                            | Als speler bij Ajax                            | Als speler bij Ajax                            | Als speler bij Ajax                            |
| ---------------------------------------------- | ---------------------------------------------- | ---------------------------------------------- | ---------------------------------------------- | ---------------------------------------------- | ---------------------------------------------- | ---------------------------------------------- |
| 1                                              | 24 maart 2021                                  | Turkije – Nederland                            | 4 – 2                                          | WK 2022 kwalificatie                           |                                                |                                                |
| 2                                              | 27 maart 2021                                  | Nederland – Letland                            | 2 – 0                                          | WK 2022 kwalificatie                           |                                                |                                                |
| 3                                              | 30 maart 2021                                  | Gibraltar – Nederland                          | 0 – 7                                          | WK 2022 kwalificatie                           |                                                |                                                |
| 4                                              | 2 juni 2021                                    | Nederland – Schotland                          | 2 – 2                                          | Vriendschappelijk                              |                                                |                                                |
| 5                                              | 6 juni 2021                                    | Nederland – Georgië                            | 3 – 0                                          | Vriendschappelijk                              | 76'                                            |                                                |
| 6                                              | 17 juni 2021                                   | Nederland – Oostenrijk                         | 2 – 0                                          | EK 2020                                        |                                                |                                                |
| 7                                              | 21 juni 2021                                   | Noord-Macedonië – Nederland                    | 0 – 3                                          | EK 2020                                        |                                                |                                                |
| 8                                              | 7 september 2021                               | Nederland – Turkije                            | 6 – 1                                          | WK 2022 kwalificatie                           |                                                |                                                |
| 9                                              | 8 oktober 2021                                 | Letland – Nederland                            | 0 – 1                                          | WK 2022 kwalificatie                           |                                                |                                                |
| 10                                             | 13 november 2021                               | Montenegro – Nederland                         | 2 – 2                                          | WK 2022 kwalificatie                           |                                                |                                                |
| Als speler bij Bayern München                  |                                                |                                                |                                                |                                                |                                                |                                                |
| 11                                             | 25 september 2022                              | Nederland – België                             | 1 – 0                                          | Nations League 2022/23                         |                                                |                                                |
| Als speler bij Liverpool                       |                                                |                                                |                                                |                                                |                                                |                                                |
| 12                                             | 6 juni 2024                                    | Nederland – Canada                             | 4 – 0                                          | Vriendschappelijk                              |                                                |                                                |
| 13                                             | 7 september 2024                               | Nederland – Bosnië en Herzegovina              | 5 – 2                                          | Nations League 2024/25                         |                                                |                                                |
| 14                                             | 10 september 2024                              | Nederland – Duitsland                          | 2 – 2                                          | Nations League 2024/25                         |                                                |                                                |
| 15                                             | 11 oktober 2024                                | Hongarije – Nederland                          | 1 – 1                                          | Nations League 2024/25                         |                                                |                                                |
| 16                                             | 14 oktober 2024                                | Duitsland – Nederland                          | 1 – 0                                          | Nations League 2024/25                         |                                                |                                                |
| 17                                             | 16 november 2024                               | Nederland – Hongarije                          | 4 – 0                                          | Nations League 2024/25                         |                                                |                                                |
| 18                                             | 19 november 2024                               | Bosnië en Herzegovina – Nederland              | 1 – 1                                          | Nations League 2024/25                         |                                                |                                                |
| 19                                             | 7 juni 2025                                    | Finland – Nederland                            | 0 – 2                                          | WK 2026 kwalificatie                           |                                                |                                                |
| 20                                             | 10 juni 2025                                   | Nederland – Malta                              | 8 – 0                                          | WK 2026 kwalificatie                           |                                                |                                                |

Bijgewerkt op 10 juni 2025.

## Erelijst
| Competitie     |        |                           |      |      |
| Competitie     | Aantal | Jaren                     |      |      |
| Ajax           | Ajax   | Ajax                      | Ajax | Ajax |
| -------------- | ------ | ------------------------- | ---- | ---- |
| Eredivisie     | 3      | 2018/19, 2020/21, 2021/22 |      |      |
| KNVB Beker     | 2      | 2018/19, 2020/21          |      |      |
| Bayern München |        |                           |      |      |
| Bundesliga     | 1      | 2022/23                   |      |      |
| DFL-Supercup   | 1      | 2022                      |      |      |
| Liverpool      |        |                           |      |      |
| Premier League | 1      | 2024/25                   |      |      |
| EFL Cup        | 1      | 2023/24                   |      |      |
| Nederland –17  |        |                           |      |      |
| UEFA EK –17    | 1      | 2018                      |      |      |